# チューリッヒ選手権2005
チューリッヒ選手権2005（チューリッヒせんしゅけん2005）は、チューリッヒ選手権の88回目のレース。2005年10月2日に行われた。

## 結果
チューリッヒ 241 km
|    | 選手名                         | 国籍           | チーム名                     | 時間          |
| -- | ------------------------------ | -------------- | ---------------------------- | ------------- |
| 1  | パオロ・ベッティーニ           | イタリア       | クイックステップ             | 6時間06分22秒 |
| 2  | フランク・シュレク             | ルクセンブルク | チームCSC                    | + 2分57秒     |
| 3  | ロレンツォ・ベルヌッチ         | イタリア       | ファッサ・ボルトロ           | 同            |
| 4  | ダニーロ・ディルーカ           | イタリア       | リクイガス・ビアンキ         | + 3分10秒     |
| 5  | サムエル・サンチェス           | スペイン       | エウスカルテル・エウスカディ | 同            |
| 6  | シュテフェン・ヴェーゼマン     | スイス         | T-モバイル                   | + 3分35秒     |
| 7  | ハインリヒ・ハウスラー         | ドイツ         | ゲロルシュタイナー           | + 3分39秒     |
| 8  | トーマス・ルヴクヴィスト       | スウェーデン   | フランセーズ・デ・ジュー     | + 3分41秒     |
| 9  | ミルコ・チェレスティーノ       | イタリア       | ドミーナ・ヴァカンツェ       | + 3分57秒     |
| 10 | ウラディミル・ミホリェヴィッチ | クロアチア     | リクイガス・ビアンキ         | 同            |